# Герб Лежайська
Герб Лежайська — один із символів міста Лежайська, що виникло на історичних землях Русі. Нині місто в Південно-Східній Польщі, адміністративний центр Лежайського повіту Підкарпатського воєводства..

## Зовнішній вигляд і символіка
На щиті срібний Ягеллонський хрест у червоному полі з золотою облямівкою, що розміщений на синьому тлі овальної форми. Над щитом розміщено золоті кадуцей, циркуль, ваги та книга.

## Історія
Першим міським гербом був лотаринзький хрест на червоному щиті. Наприкінці XVIII століття, коли Лежайськ став прямою частиною імперії Габсбургів, імператор Йосиф II видав наказ доповнити місцеві герби новопридбаних земель. Після реформ герб міста значно змінився. Він був доповнений жезлом бога Меркурія, а також золотими вагами та книгою. Незважаючи на повернення багатьом містам їхніх історичних гербів, Лежайська міська рада прийняла цей герб 30 грудня 2002 р. Резолюцією No III / 18/02.